# Campeonato Asiático de Futsal 2014
El Campeonato Asiático de Futsal 2014 se llevó a cabo en Ho Chi Minh City, Vietnam del 30 de abril al 10 de mayo y contó con la participación de 16 selecciones nacionales de Asia y Oceanía provenientes de una fase eliminatoria.
Japón venció en la final a Irán para ganar su tercer título continental y segundo de manera consecutiva.

## Fase de grupos

### Grupo A
| País       | G | E | P | GF | GC | Pts |
| ---------- | - | - | - | -- | -- | --- |
| Kuwait     | 2 | 0 | 1 | 11 | 5  | 6   |
| Vietnam    | 2 | 0 | 1 | 13 | 7  | 6   |
| Irak       | 2 | 0 | 1 | 11 | 7  | 6   |
| Tayikistán | 0 | 0 | 3 | 5  | 21 | 0   |

| 30 de abril de 2014 | Kuwait                            | 5–0     | Tayikistán | Phu Tho Gymnasium, Ho Chi Minh City |                         |
|                     | Hamad 3' 22' · Tawail 13' 38' 39' | Reporte |            | Árbitro(s): Zhang Youze             | Árbitro(s): Zhang Youze |

| 30 de abril de 2014 | Vietnam              | 1–2     | Irak                 | Phu Tho Gymnasium, Ho Chi Minh City |  |
|                     | Al-Zubaidi 25' (a.g) | Reporte | Abed 22' · Fahem 40' |                                     |  |

| 2 de mayo de 2014 | Irak                                                                                     | 3–5     | Kuwait                                             | Phu Tho Gymnasium, Ho Chi Minh City |  |
|                   | Amjad Kareem Hwede 18' · Waleed Khalid Fahem 34' · Karrar Mohsin Mohammed Al Thabeti 35' | Reporte | Ahmad 2' · Al-Tawali 16' 29' 30' · Al-Mosabehi 25' |                                     |  |

| 2 de mayo de 2014 | Tayikistán                                      | 4–10    | Vietnam | Phu Tho Gymnasium, Ho Chi Minh City |  |
|                   | Makmudov 11' 28' · Mamedbabaev 17' · Jumaev 17' | Reporte | Trần Văn Vũ 10' · Phùng Trọng Luân 12' 27' · Ngô Ngọc Sơn 13' 27' · Lê Quốc Nam 15' · Phạm Đức Hòa 16' · Nguyễn Bảo Quân 25' 33' · Lý Khánh Hưng 37' |                                     |  |

| 4 de mayo de 2014 | Vietnam                                 | 2–1     | Kuwait          | Phu Tho Gymnasium, Ho Chi Minh City |  |
|                   | Ahmad 18' (a.g.) · Phùng Trọng Luân 24' | Reporte | Al-Mosabehi 40' |                                     |  |

| 4 de mayo de 2014 | Tayikistán    | 1–6     | Irak                                                       | Ton Duc Thang University Gymnasium, Ho Chi Minh City |  |
|                   | Makhmudov 13' | Reporte | Hamzah 1' 24' · Hasan 15' 28' · Fahem 27' · Al Thabeti 35' |                                                      |  |

### Grupo B
| País      | G | E | P | GF | GC | Pts |
| --------- | - | - | - | -- | -- | --- |
| Irán      | 3 | 0 | 0 | 25 | 2  | 9   |
| Australia | 2 | 0 | 1 | 8  | 9  | 6   |
| Indonesia | 1 | 0 | 2 | 5  | 13 | 3   |
| China     | 0 | 0 | 3 | 4  | 18 | 0   |

| 30 de abril de 2014 | Irán                                                     | 5–1     | Indonesia     | Ton Duc Thang University Gymnasium, Ho Chi Minh City     |                                                          |
|                     | Tayebi 8' · Tavakoli 17' · Hassanzadeh 18' · Shafiei 38' | Reporte | Kustiawan 30' | Asistencia: 650 espectadores Árbitro(s): Tomohiro Kozaki | Asistencia: 650 espectadores Árbitro(s): Tomohiro Kozaki |

| 30 de abril de 2014 | Australia    | 2–1     | China        | Ton Duc Thang University Gymnasium, Ho Chi Minh City |  |
|                     | Seeto 6' 39' | Reporte | Zhang Wen 3' |                                                      |  |

| 2 de mayo de 2014 | Indonesia | 0–5     | Australia                                                                   | Ton Duc Thang University Gymnasium, Ho Chi Minh City |                                |
|                   |           | Reporte | W. Giovenali 14' · Moraes 20' · G. Giovenalli 38' · Seeto 39' · Fogarty 40' | Árbitro(s): Hiroyuki Kobayashi                       | Árbitro(s): Hiroyuki Kobayashi |

| 2 de mayo de 2014 | China | 0–12    | Irán | Ton Duc Thang University Gymnasium, Ho Chi Minh City |  |
|                   |       | Reporte | Tayebi 1' 12' 27' 35' · Tavakoli 5' · Hassanzadeh 1' 2' 25' · Shafiei 10' 28' · Fakhim 24' · Ahmadi 40' |                                                      |  |

| 4 de mayo de 2014 | Irán                                                                           | 8–1     | Australia  | Phu Tho Gymnasium, Ho Chi Minh City |  |
|                   | Tayebi 2' 10' 11' · Taheri 10' 29' · Vafaei 15' · Shafiei 17' · Esmaeipour 28' | Reporte | Fogarty 7' |                                     |  |

| 4 de mayo de 2014 | China                                                | 3–4     | Indonesia                             | Ton Duc Thang University Gymnasium, Ho Chi Minh City |  |
|                   | Zhao Liang 9' · Wang Tianyi 11' · Agustín 40' (a.g.) | Reporte | Kustiawan 3' 30' · Oktavianus 12' 36' |                                                      |  |

### Grupo C
| País         | G | E | P | GF | GC | Pts |
| ------------ | - | - | - | -- | -- | --- |
| Tailandia    | 2 | 1 | 0 | 15 | 6  | 7   |
| Líbano       | 1 | 1 | 1 | 12 | 13 | 4   |
| China Taipéi | 1 | 0 | 2 | 10 | 15 | 3   |
| Malasia      | 1 | 0 | 2 | 8  | 11 | 3   |

| 1 de mayo de 2014 | Tailandia                                                                         | 7–1     | Malasia  | Phu Tho Gymnasium, Ho Chi Minh City                               |                                                                   |
|                   | Sornwichian 11' 12' · thueanklang 26' 29' 36' · Thaijaroen 31' · Alwee 39' (a.g.) | Reporte | Amir 11' | Asistencia: 350 espectadores Árbitro(s): Vahid Arzpeyma Mohamareh | Asistencia: 350 espectadores Árbitro(s): Vahid Arzpeyma Mohamareh |

| 1 de mayo de 2014 | Líbano                                                                    | 8–5     | China Taipéi                                                                     | Phu Tho Gymnasium, Ho Chi Minh City                   |                                                       |
|                   | Serhan 2' · Tneich 17' 23' · Kobeissy 23' 39' · El Dine 28' · Zeitoun 35' | Reporte | Chu Chia-Wei 9' · Liu Chi-Chao 11' · Huang Cheng-Tsung 18', 19' · Lo Chih-En 27' | Asistencia: 150 espectadores Árbitro(s): Chris Colley | Asistencia: 150 espectadores Árbitro(s): Chris Colley |

| 3 de mayo de 2014 | Malasia                                | 5–1     | Líbano     | Phu Tho Gymnasium, Ho Chi Minh City |  |
|                   | Akmar 1' 23' · Nizam 5' 11' · Aula 34' | Reporte | Tneich 16' |                                     |  |

| 3 de mayo de 2014 | China Taipéi                           | 2–5     | Tailandia                                                                 | Phu Tho Gymnasium, Ho Chi Minh City                                   |                                                                       |
|                   | Lo Chih-an 24' · Huang Cheng-Tsung 33' | Reporte | Thueanklang 3' · Chudech 4' · Rattana 8' · Wongkaeo 24' · Sornwichian 33' | Asistencia: 200 espectadores Árbitro(s): Hasan Mohammed Mousa Al-Gbur | Asistencia: 200 espectadores Árbitro(s): Hasan Mohammed Mousa Al-Gbur |

| 5 de mayo de 2014 | Tailandia                          | 3–3     | Líbano                   | Phu Tho Gymnasium, Ho Chi Minh City                  |                                                      |
|                   | Wongkaeo 21' · Thueanklang 33' 40' | Reporte | Tneich 1' · Zaid 17' 40' | Asistencia: 200 espectadores Árbitro(s): Zhang Youse | Asistencia: 200 espectadores Árbitro(s): Zhang Youse |

| 5 de mayo de 2014 | China Taipéi                                                 | 3–2     | Malasia              | Ton Duc Thang University Gymnasium, Ho Chi Minh City |  |
|                   | Chang Hao-Wei 14' · Huang Cheng-Tsung 17' · Weng Wei-Pin 26' | Reporte | Amir 20' · Yatim 29' |                                                      |  |

### Grupo D
| País          | G | E | P | GF | GC | Pts |
| ------------- | - | - | - | -- | -- | --- |
| Uzbekistán    | 2 | 1 | 0 | 7  | 3  | 7   |
| Japón         | 2 | 0 | 1 | 17 | 2  | 6   |
| Kirguistán    | 1 | 1 | 1 | 6  | 7  | 4   |
| Corea del Sur | 0 | 0 | 3 | 1  | 19 | 0   |

| 1 de mayo de 2014 | Japón | 12–0    | Corea del Sur | Ton Duc Thang University Gymnasium, Ho Chi Minh City |  |
|                   | Nibuya 3' 35' · Osodo 6' 20' 31' · Nakamura 16' 33' 38' · Minamoto 29' · Shunta 31' · Toru 36' · Morioka 39' | Reporte |               |                                                      |  |

| 1 de mayo de 2014 | Kirguistán                 | 2–2     | Uzbekistán                               | Ton Duc Thang University Gymnasium, Ho Chi Minh City |  |
|                   | Ryskulov 38' · Kanetov 39' | Reporte | Tabaldiev 5' (a.g.) · Abdulmavlyanov 17' |                                                      |  |

| 3 de mayo de 2014 | Corea del Sur      | 1–4     | Kirguistán                                     | Ton Duc Thang University Gymnasium, Ho Chi Minh City |  |
|                   | Shin Jong-hoon 32' | Reporte | Ermekov 17' 27' · Duvanaev 37' · Kondrakov 40' |                                                      |  |

| 3 de mayo de 2014 | Uzbekistán               | 2–1     | Japón      | Ton Duc Thang University Gymnasium, Ho Chi Minh City |  |
|                   | Shlema 10' · Yunusov 40' | Reporte | Ryosuke 9' |                                                      |  |

| 5 de mayo de 2014 | Japón                                   | 4–0     | Kirguistán | Phu Tho Gymnasium, Ho Chi Minh City |  |
|                   | Minamoto 4' · Nibuya 9' · Osodo 17' 35' | Reporte |            |                                     |  |

| 5 de mayo de 2014 | Uzbekistán                              | 3–0     | Corea del Sur | Ton Duc Thang University Gymnasium, Ho Chi Minh City |  |
|                   | Shuhrat 16' · Choriev 34' · Dilshod 39' | Reporte |               |                                                      |  |

## Fase final

### Cuartos de final
| 7 de mayo de 2014 | Kuwait                                              | 5–2     | Australia              | Phu Tho Gymnasium, Ho Chi Minh City |  |
|                   | Hamad 21' 32' · Al-Tawail 29' · Abdulrahman 32' 34' | Reporte | Seeto 32' · Basger 28' |                                     |  |

| 7 de mayo de 2014 | Tailandia                         | 2–3     | Japón                               | Ton Duc Thang University Gymnasium, Ho Chi Minh City |  |
|                   | Thuenaklang 20' · Sornwichian 25' | Reporte | Nibuya 7' · Osodo 14' · Morioka 36' |                                                      |  |

| 7 de mayo de 2014 | Irán | 15–4    | Vietnam                                                           | Phu Tho Gymnasium, Ho Chi Minh City |  |
|                   | Tayyebi 2' 10' 24' · Fakhim 11' 36' 38' · Esmaeipour 12' · Vafaei 17' 36' · Hassanzadeh 25' 26' 28' · Shajari 29' 32' · Jafari 30' | Reporte | Phùng Trọng Luân 12' 29' · Lý Khánh Hưng 22' · Pham Thành Đạt 33' |                                     |  |

| 7 de mayo de 2014 | Uzbekistán                                                                       | 6–2     | Líbano                       | Ton Duc Thang University Gymnasium, Ho Chi Minh City |  |
|                   | Shlema 10' · Rakhmatov 25' 32' · Tojiboev 26' · Yunusov 30' · Abdulmavlyanov 30' | Reporte | Ahamd Kheir 38' · Serhan 40' |                                                      |  |

### Semifinales
| 8 de mayo de 2014 | Kuwait         | 1–6     | Japón                                                   | Phu Tho Gymnasium, Ho Chi Minh City |  |
|                   | A Mohammad 15' | Reporte | Inaba 5' 22' · Minamoto 21' · Osodo 24' 27' · Shota 29' |                                     |  |

| 8 de mayo de 2014 | Irán                                                                                                 | 10–0    | Uzbekistán | Phu Tho Gymnasium, Ho Chi Minh City |  |
|                   | Tayyebi 5' 24' 28' · Shafiei 10' 23' 31' · Vafaei 1' · Hassanzadeh 5' · Esmaeilpour 7' · Shajari 30' | Reporte |            |                                     |  |

### Tercer lugar
| 10 de mayo de 2014 | Kuwait      | 1–2     | Uzbekistán                        | Phu Tho Gymnasium, Ho Chi Minh City |  |
|                    | Alwadhi 35' | Reporte | Rakhmatov 11' · Abdumavlyanov 34' |                                     |  |

### Final
| 10 de mayo de 2014 | Japón                         | 2–2 (t. s.)(3 – 0 p.)      | Irán                            | Phu Tho Gymnasium, Ho Chi Minh City                      |                                                          |
|                    | Inaba 26' · Ahmadi 46' (a.g.) | Reporte                    | Tavakoli 8' · Tayebi 43'        | Asistencia: 2,000 espectadores Árbitro(s): Nurdin Bukuev | Asistencia: 2,000 espectadores Árbitro(s): Nurdin Bukuev |
|                    |                               | Tiros desde el punto penal |                                 |                                                          |                                                          |
|                    | Nibuya · Yoshikawa · Minamoto |                            | Taheri · Bahadori · Hassanzadeh |                                                          |                                                          |

## Campeón
| Campeonato Asiático de Futsal 2014 |
| ---------------------------------- |
| Bandera de Japón                   |
| Japón 3º Título                    |